# Frank Edmond
Frank Edmond (Leisnig, 23 dicembre 1966) è un ex calciatore tedesco orientale, di ruolo difensore.

## Palmarès

### Club

#### Competizioni nazionali
- Coppa della Germania Est: 2

Lokomotive Lipsia: 1985-1986, 1986-1987